# Seleção Escocesa de Voleibol Masculino
A seleção escocesa de voleibol masculino é uma equipe europeia composta pelos melhores jogadores de voleibol da Escócia. A equipe é mantida pela Associação Escocesa de Voleibol (Scottish Volleyball Association). Encontra-se na 123ª posição do ranking mundial da FIVB segundo dados de 4 de janeiro de 2012. Desde 2008 está disputando as competições pela Seleção Britânica devido aos Jogos Olímpicos de 2012.